# Diversidad sexual en Austria

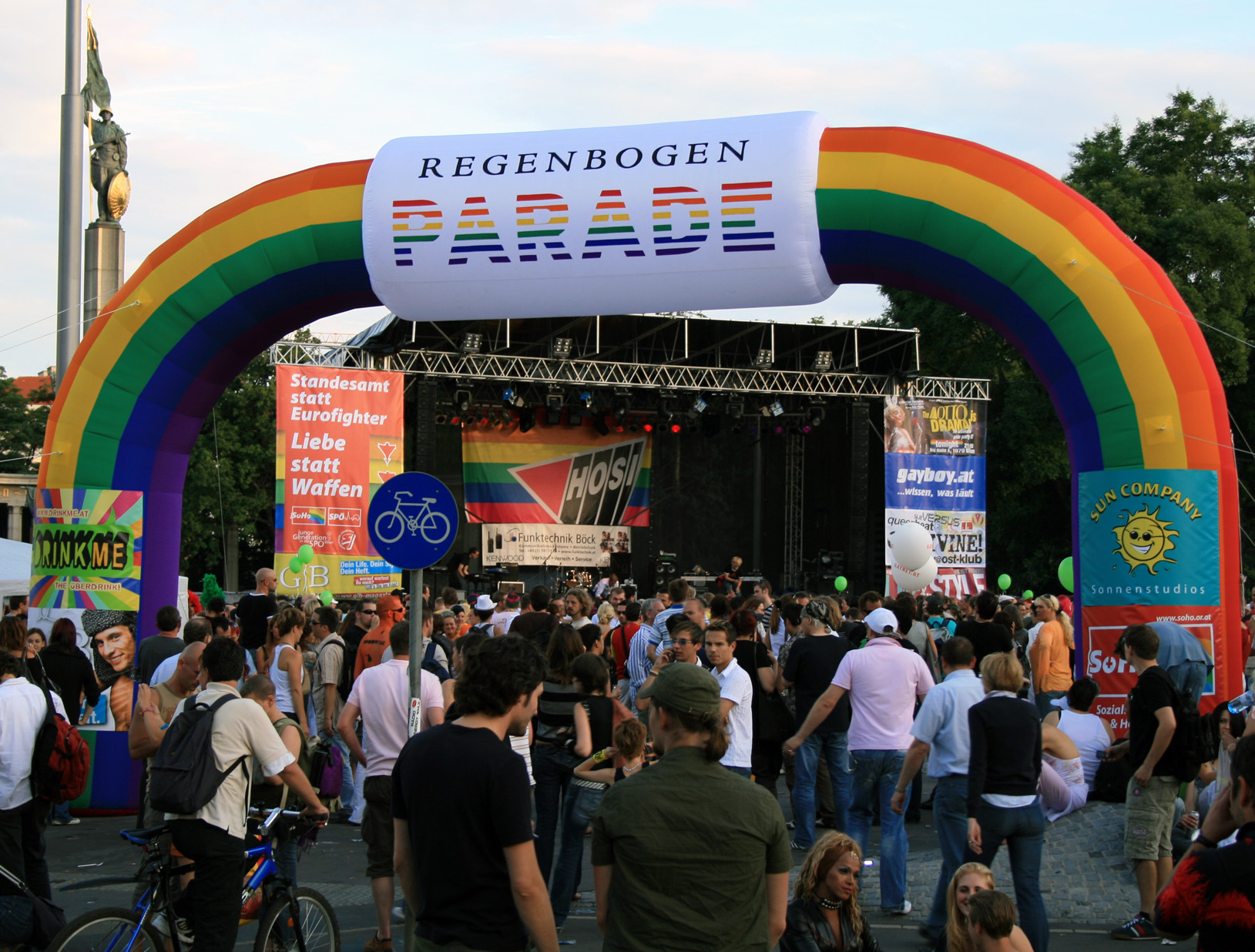
Regenbogenparade, fiesta del Orgullo Gay en Viena, 2007.

La diversidad sexual en Austria es una realidad reconocida y aceptada por el gobierno y la sociedad en general. Austria posee legislación que reconoce algunos derechos y protecciones a las personas LGBT (lesbianas, gais, bisexuales y personas trans). En 2010 entró en vigor una ley de unión civil para parejas del mismo sexo, sin la adopción homoparental. El 1 de enero de 2019 entró en vigor el matrimonio entre personas del mismo sexo, a raíz de una sentencia del Tribunal Constitucional.

## Legislación
La homosexualidad fue legalizada en 1971. Mientras que la edad de consentimiento fue igualada a la heterosexual en 2002 gracias a un fallo de la Corte Suprema. No existen prohibiciones de acceso al servicio militar por razón de orientación sexual. La adopción homoparental, tanto conjunta como la del hijo de la pareja está reconocida.
Existe protección contra la discriminación por orientación sexual en el ámbito laboral a nivel federal, implantada en 2004. Además 6 de las 9 repúblicas federales austriacas incluyen en sus legislaciones antidiscriminación la orientación sexual. La Ley de Seguridad de la Policía de 1993 estipula que la policía se abstenga de cualquier acción que pueda crear la impresión de imparcialidad o percibida como discriminatoria sobre la base de la orientación sexual. 
El Estado de Viena tiene desde 2002 la Ley de Protección de la Juventud, la ciudad de Bludenz adoptó en 1998 una declaración simbólica antidiscriminación, que incluía la orientación sexual. La Constitución Federal protege teóricamente a todos sus ciudadanos aunque varias sentencias del Tribunal Constitucional de Austria confirman un tratamiento desigual.

## Parejas del mismo sexo
En 2003 el Tribunal Europeo de Derechos Humanos falló en el caso de Kraner v. Austria, que las parejas entre personas del mismo sexo debían acceder con igualdad a las leyes de convivencia no registrada, hasta entonces exclusivas de las parejas formadas por distinto sexo.
La coalición gobernante anunció la introducción de un proyecto de ley de parejas registradas, parecida a la suiza, en septiembre de 2008. Sin embargo la coalición se rompió antes y la medida fue postergada hasta después de la celebración de elecciones anticipadas. La medida se retomó en el otoño de 2009 siendo aprobada finalmente en diciembre del mismo año, entrando en vigor el 1 de enero de 2010.

## Situación social
El primer debate parlamentario relativo a la igualdad de derechos de los LGBT tuvo lugar a mediados de la década de los noventa, cuando el partido Foro Liberal hizo una fuerte campaña contra la discriminación que hasta entonces se conservaba en varios artículos de la ley, además de abogar por el reconocimiento del matrimonio entre personas del mismo sexo y la adopción homoparental. Tanto los socialdemócratas como los verdes se mostraron a favor de estas medidas.
El SPÖ defiende una unión civil para parejas del mismo sexo con iguales derechos que el matrimonio, así como la aprobación de la adopción homoparental de los hijos de la pareja. Los verdes proponen una ley similar a la de los socialdemócratas desde 2004. 
El 26 de julio de 2006 se legalizó de hecho el primer matrimonio entre personas del mismo sexo, cuando el Constitucional autorizó legalmente el cambio registral de sexo de una mujer transexual casada con otra mujer y con dos hijos.  
En 2007 la coalición formada por conservadores y socialdemócratas ralentizó la puesta en marcha de medidas que igualaran los derechos de personas homosexuales y heterosexuales. Finalmente en 2010 entrará en vigor una ley de unión civil acordada por ambas partes.
Según la encuesta del eurobarómetro de 2015, un 73% de los austriacos se mostraban a favor de la ampliación del derecho al matrimonio a las parejas formadas por personas del mismo sexo, mientras que el 56% lo hacía a favor de la adopción homoparental.
Todas las grandes ciudades de Austria poseen ofertas de ocio dirigidas al público LGBT. En Viena se celebra todos los años la Regenbogenparade o Día del Orgullo Gay, en 2008 el número de participantes ascendió a los 120.000.